# Glassa

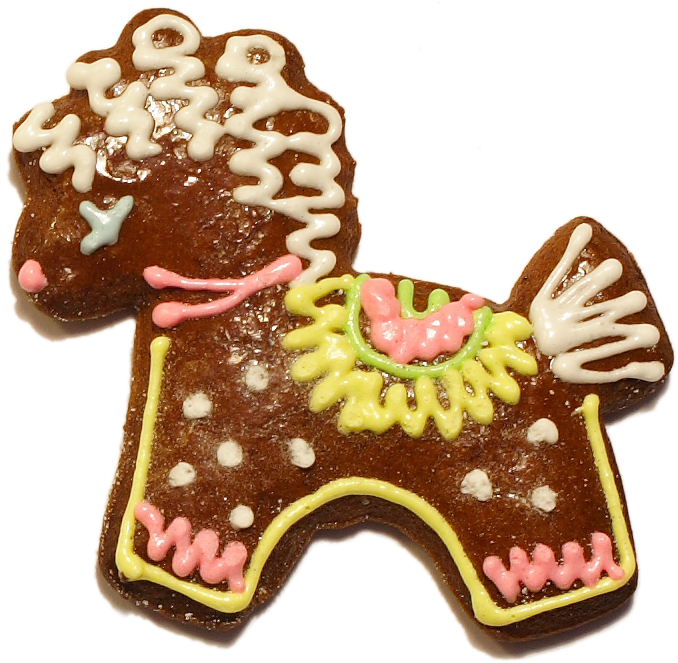
Biscotto decorato con glasse di vari colori

La glassa (o ghiaccia) è una preparazione di cucina, soprattutto di pasticceria, con cui si rivestono, in tutto o in parte, alcuni dolci con lo scopo di abbellirli o di esaltarne il gusto. Caratteristica della glassa è di asciugare, formando un guscio lucido sul dolce.

## Etimologia
La parola "glassa" deriva dal francese glace, ovvero "ghiaccio".

## Tipi
Le glasse possono essere colanti o in pasta.

### Glasse colanti
Sono preparazioni cremose che vengono riversate su un dolce e quindi spalmate con una spatola apposita o con il dorso di un coltello. Tra le più frequenti troviamo la glassa colante o glassa reale a base di zucchero a velo e un liquido a piacere (liquore, succo di frutta, gelatina allungata o semplice acqua). Questa glassa viene usata nella pasticceria e pasticceria minuta per ricoprire torte o pasticcini vari, specie i bignè.
Altrettanto famosa è la glassa colante al cioccolato in cui alla glassa reale viene aggiunto cioccolato fondente sciolto a bagnomaria. Questa glassa, tipica della torta Sacher, viene spalmata e successivamente passata brevemente in forno per livellarla e renderla lucida.
Degna di nota è anche la cosiddetta "glassa pungente", molto liquida e usata quasi esclusivamente per insaporire i babà.

### Glasse in pasta
Sono preparazioni in pasta a base di sciroppo di zucchero che vengono spianate con un matterello e successivamente drappeggiate sulla torta, come una tovaglia sopra al tavolo.
La glassa fondente o fondant è più difficile da preparare rispetto alla glassa colante o reale, e spesso è appannaggio dei pasticceri, da cui si può comprare pronta. Richiede di cuocere uno sciroppo di zucchero a circa 115° o al grado detto della media bolla. Viene quindi lavorato con una robusta spatola per qualche minuto snervandolo e schiacciandolo avanti e indietro. Dopo breve tempo si trasforma in una pasta liscia e bianca, che può preservarsi mesi se riposta in frigorifero e avvolta in pellicola. Da questa pasta, che può venire colorata a piacere, si ricavano anche una serie di decorazioni varie: fiori, foglie, pupazzetti, lettere ed altro. È particolarmente utile per approntare quei dolci che non hanno forma geometrica regolare, ma la forma di un oggetto, come un libro. In mancanza di teglie apposite della forma desiderata, si crea la forma con il pan di Spagna, si farcisce a piacere e la si completa e compatta ricoprendolo di fondant. Quindi si decora il fondant nei modi più vari.